# К'єтіль Гауг
К'єтіль Гауг (норв. Kjetil Haug, нар. 12 червня 1998, Галден, Норвегія) — норвезький футболіст, воротар клубу «Волеренга».

## Клубна кар'єра
Свою футбольну кар'єру К'єтіль Гауг починав у молодіжній команді клубу «Сарпсборг 08». У 2014 році футболіст відправився до Англії, де проходив навчання в академії «Манчестер Сіті». У 2018 році він повернувся до Норвегії, де приєднався до клубу Першої ліги «Согндал». В основі клубу Гауг не зіграв жодного матчу, а наступного сезону відправився в оренду у клуб із нижчої ліги — «Ельверум».
Пізніше ще була оренда до клубу Елітсерії «Волеренга». У серпні 2019 року Гауг підписав з клубом контракт на постійній основі. Дебют у новій команді відбувся у липні 2020 року.

## Збірна
З 2014 року захищав кольори юнацьких та молодіжної збірних Норвегії.

## Титули і досягнення
- Володар Кубка Франції: 2022-23